# Augusto De Luca
Augusto De Luca 1 tháng 7 năm 1955 là một sĩ nhiếp ảnh ‪Ý‬, ông đã cho xuất bản một loạt chân dung những nhân vật nổi bật văn hóa Ý và châu Âu .

## Ấn phẩm
- (1986) Napoli Mia.(Centro Il Diaframma / Canon Edizioni Editphoto Srl)
- (1987) Napoli Donna.(Centro Il Diaframma / Canon Edizioni Editphoto Srl)
- (1995) Trentuno napoletani di fine secolo. Electa, Naples, ISBN 88-435-5206-6
- (1996) Roma Nostra. Gangemi Editore, Rome, ISBN 978-88-7448-705-9.[3]
- (1997) Napoli grande signora. Gangemi Editore, Rome, ISBN 978-88-7448-775-2
- (1998) Il Palazzo di giustizia di Roma. Gangemi Editore, Rome, ISBN 978-88-492-0231-1
- (1998) Firenze frammenti d'anima. Gangemi Editore, Rome, ISBN 978-88-7448-842-1
- (1999) Bologna in particolare. Gangemi Editore, Rome, ISBN 978-88-7448-980-0
- (2000) Milano senza tempo. Gangemi Editore, Rome, ISBN 978-88-492-0093-5
- (2001) Torino in controluce. Gangemi Editore, Rome, ISBN 978-88-492-0211-3
- (2002) Tra Milano e Bologna appunti di viaggio. Gangemi Editore, Rome, ISBN 978-88-7448-980-0
- (1992) Swatch Collectors Book 1. Editore M. Item - Switzerland, ISBN 88-86079-01-X
- (1992) Swatch Collectors Book 2. Editore M. Item - Switzerland, ISBN 88-86079-00-1

## Triển lãm
- 1979: Rassegna della nuova creatività, galleria Lucio Amelio - Napoli, Ý
- 1981: Italian Culture Institute - Thành phố New York, Hoa Kỳ.
- 1982: Arteder '82 - Bilbao, Tây Ban Nha.
- 1982: Museo Italo Americano - San-Fransisko, Hoa Kỳ.
- 1982: Galleria Fotografia Oltre - Chiasso, Thụy Sĩ.
- 1982: Galleria Civica - Modena, Ý
- 1983: Italian Cultural Society - Sacramento, California - Hoa Kỳ.
- 1983: Journées internationales de la photographie - Montpellier, Pháp.
- 1983: Galeria Diaframma - Milan, Ý
- 1983: Galería Cámara Oscura - Logroño, Tây Ban Nha.
- 1983: Italian - American Museum - San Francisco, California - Hoa Kỳ.
- 1984: Institut italien de la Culture - Lille, Pháp.
- 1984: Asociación Nacional Fotógrafos - Barselona, Tây Ban Nha.
- 1984: Rencontres d'Arles - Arles, Pháp.
- 1984: Dept.of art of the University of Tennessee - Chattanooga, Tennessee, Hoa Kỳ.
- 1985: École des Beaux-Arts - Tourcoing, Pháp.
- 1985: Galleria Vrais rêves - Lyon, Pháp.
- 1985: Forum exposition "Un mois pour la photographie" - Centre culturel de Bonlieu, Annecy.
- 1986: Galleria Hasselblad - Göteborq, Thụy Điển.
- 1986: Festival d'animation audiovisuelle - Saint-Marcellin (Isère) Pháp.
- 1986: Musée d'art moderne - Liegi, Bỉ.
- 1987: Museo Principe Diego Aragona Pignatelli Cortes - Napoli, Ý
- 1988: Incontri Internazionali d'Arte (Palazzo Taverna) - Roma, Ý
- 1995: Museo Ancien - Grignan, Pháp.
- 1996: Camera dei deputati - Roma, Ý
- 1996: Museo di Roma (Palazzo Braschi) - Roma, Ý

## Thư viện ảnh

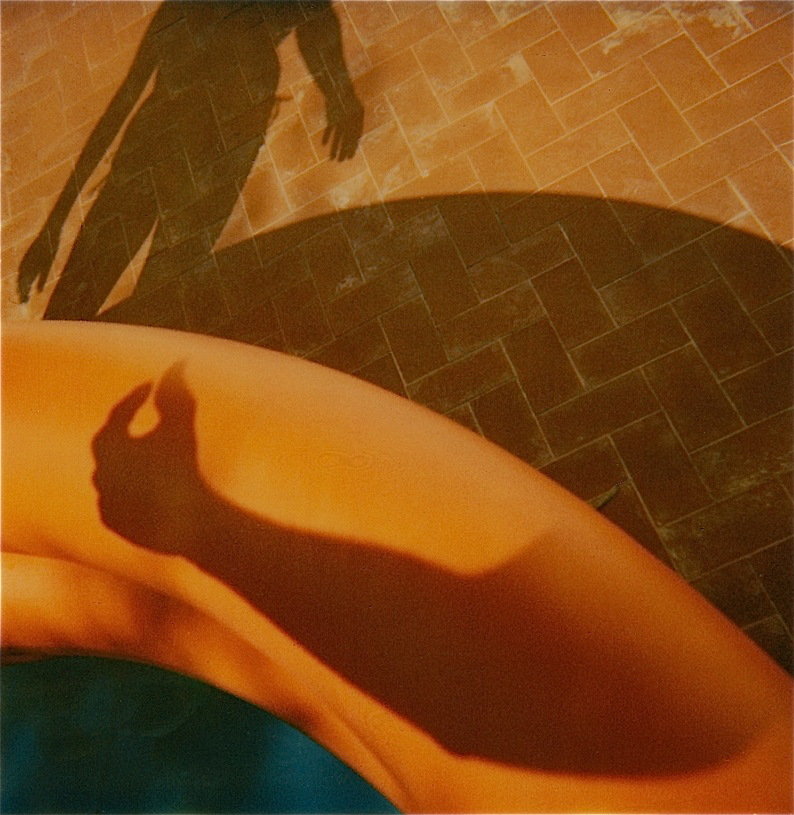
Polaroid sx70
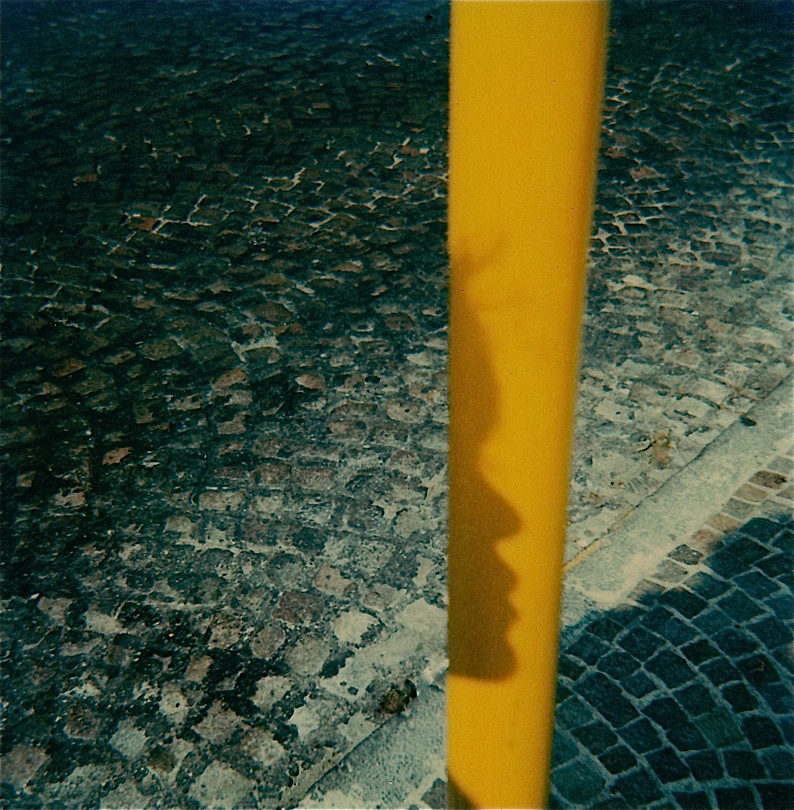
Polaroid sx70
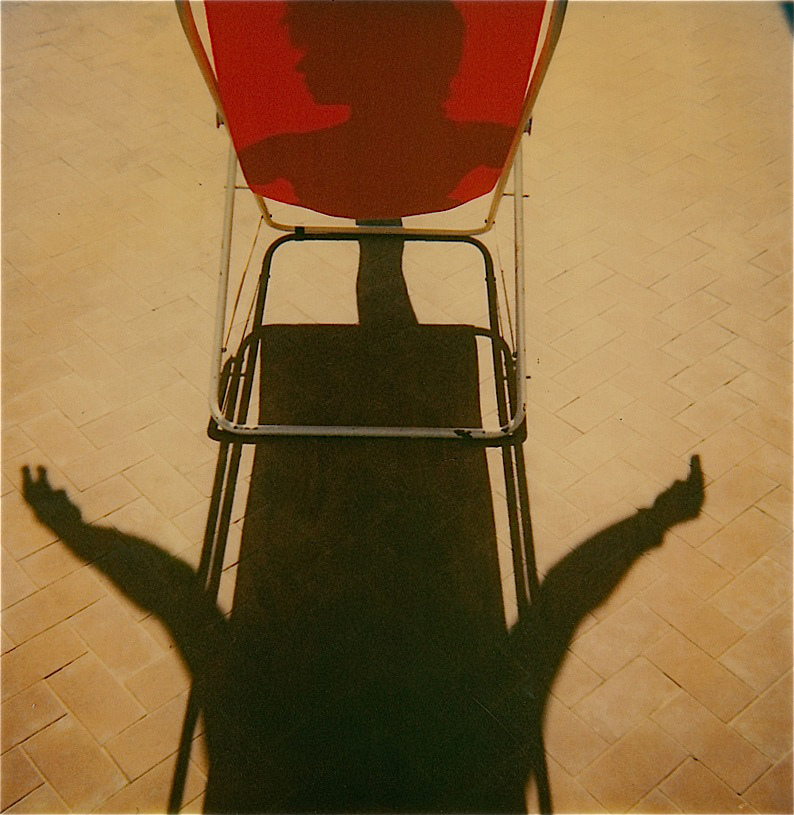
Polaroid sx70
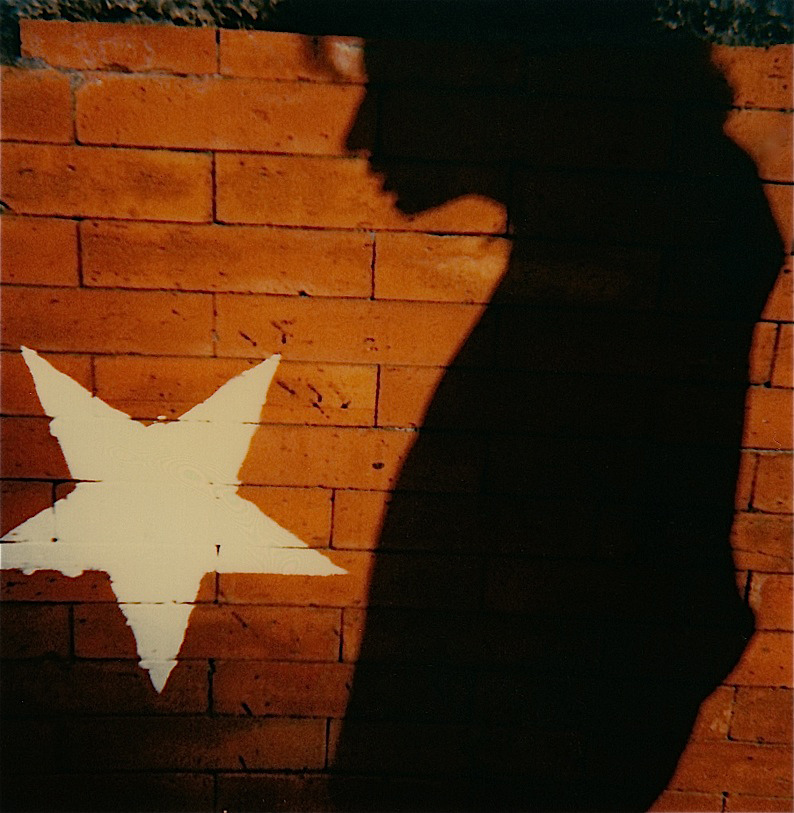
Polaroid sx70

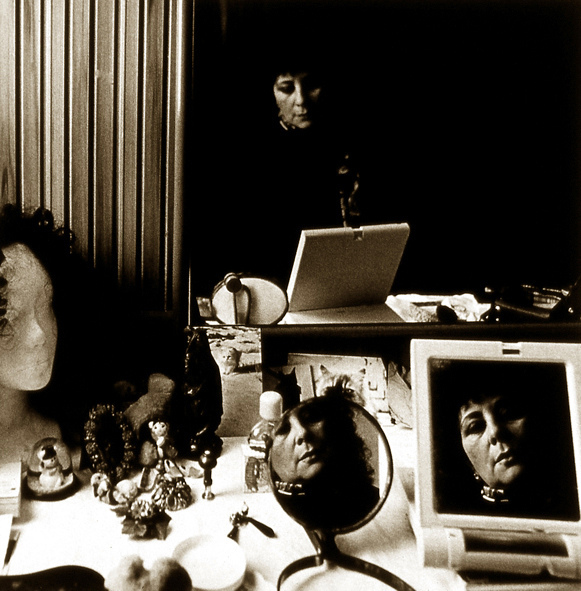
Isa Danieli (diễn viên Ý)
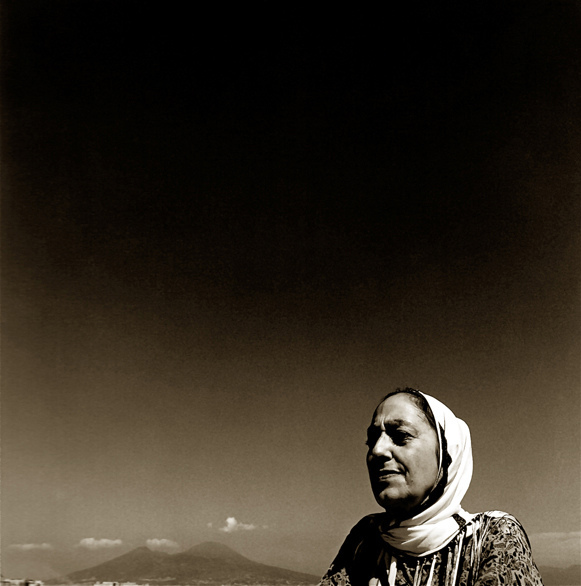
Concetta Barra (diễn viên Ý)
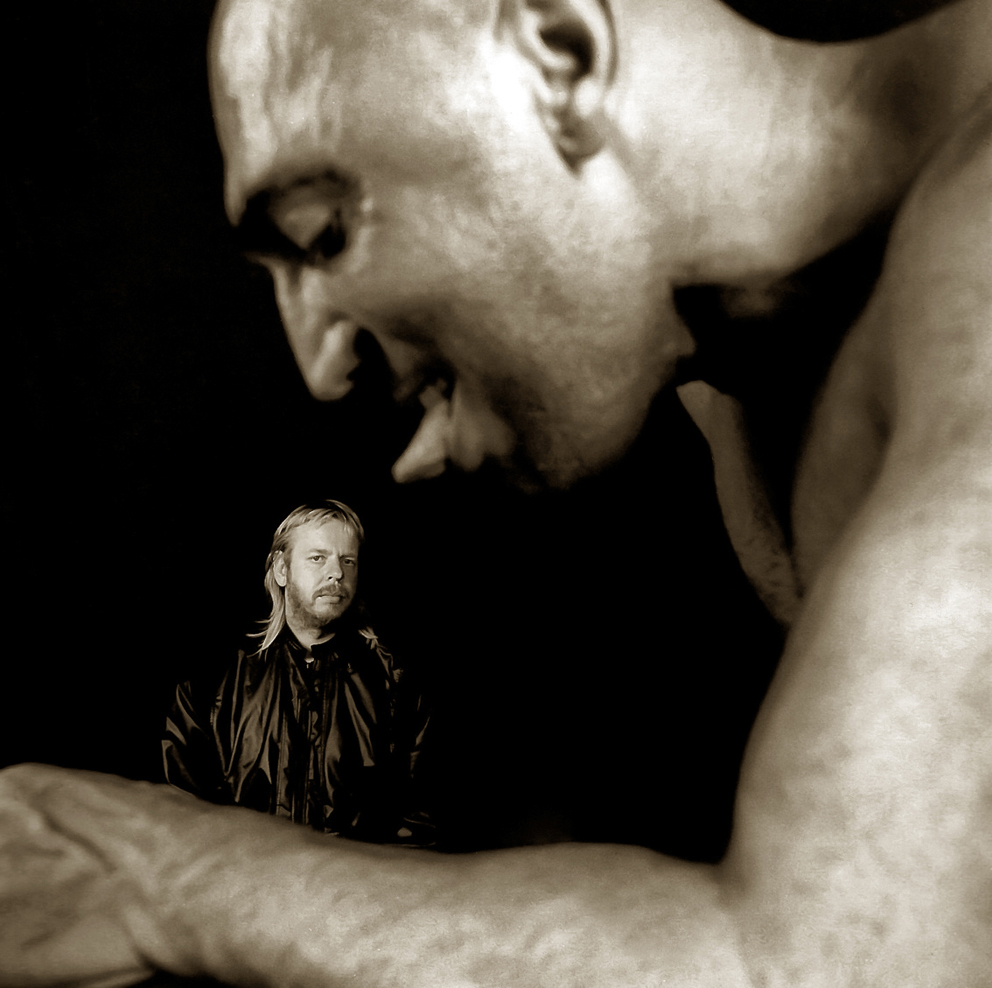
Rick Wakeman (là một ca sĩ, nhạc sĩ nhạc rock người Anh)
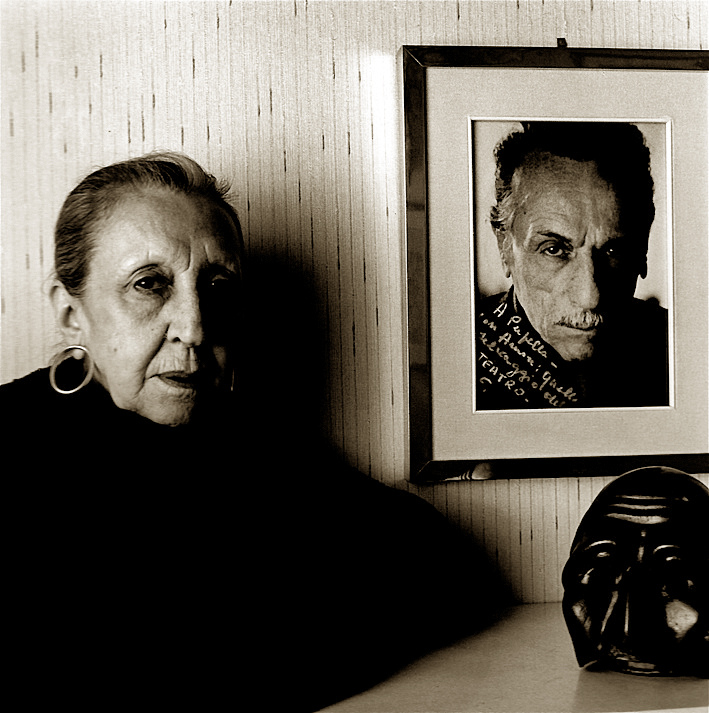
Pupella Maggio (diễn viên Ý)
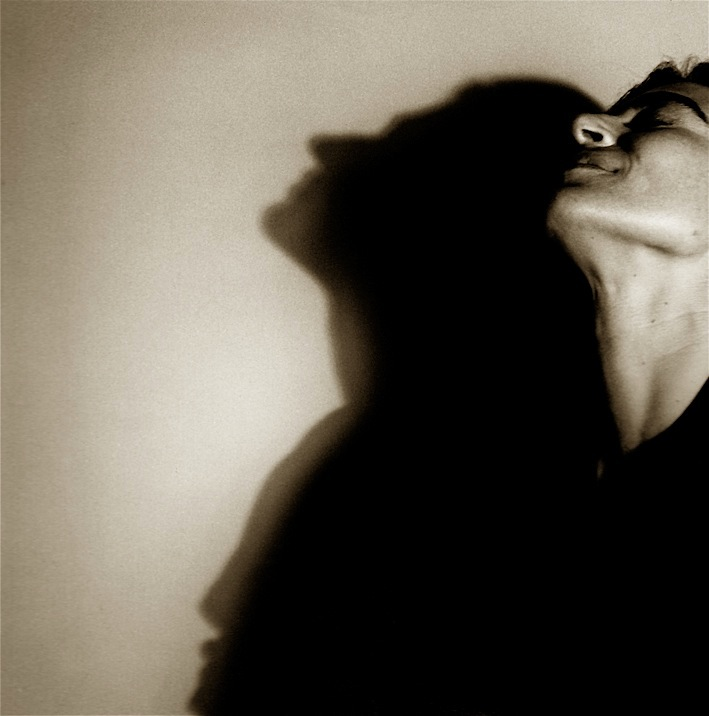
Lina Sastri (diễn viên Ý)

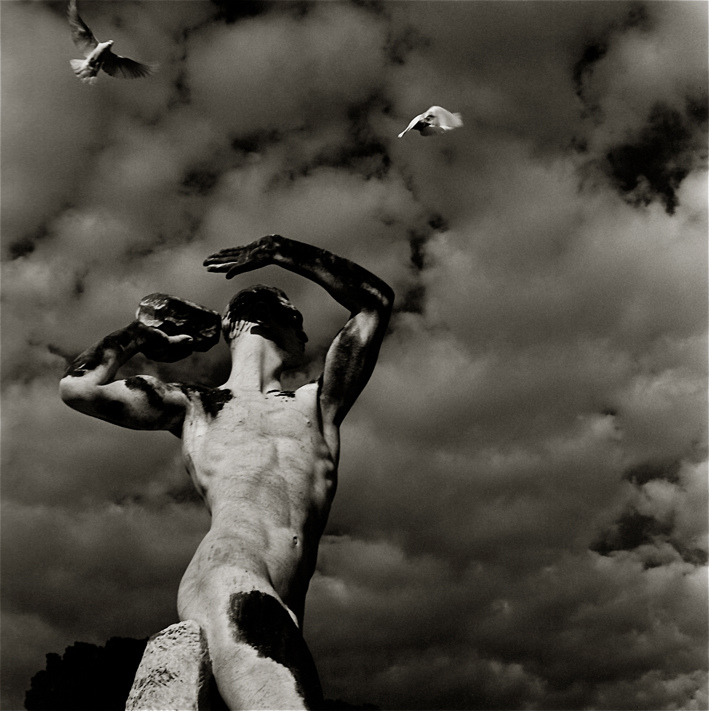
Roma
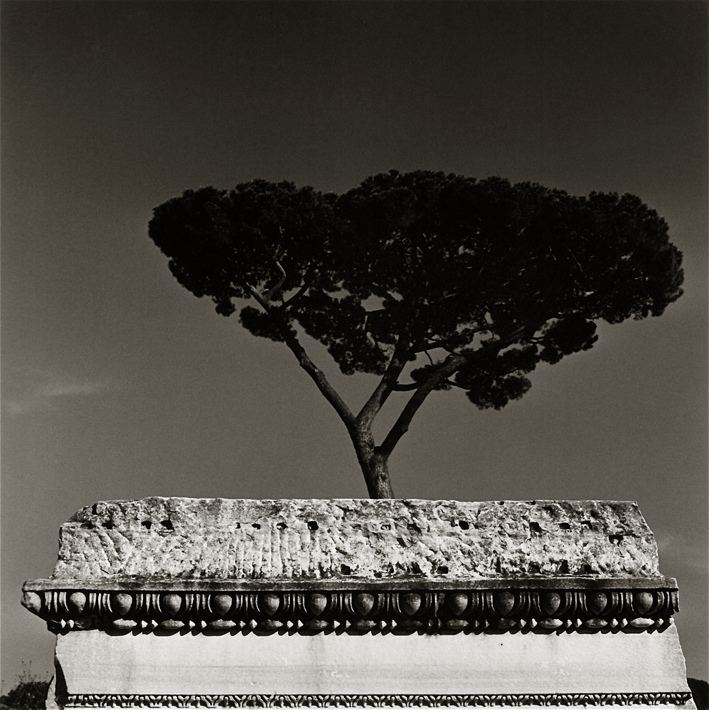
Roma
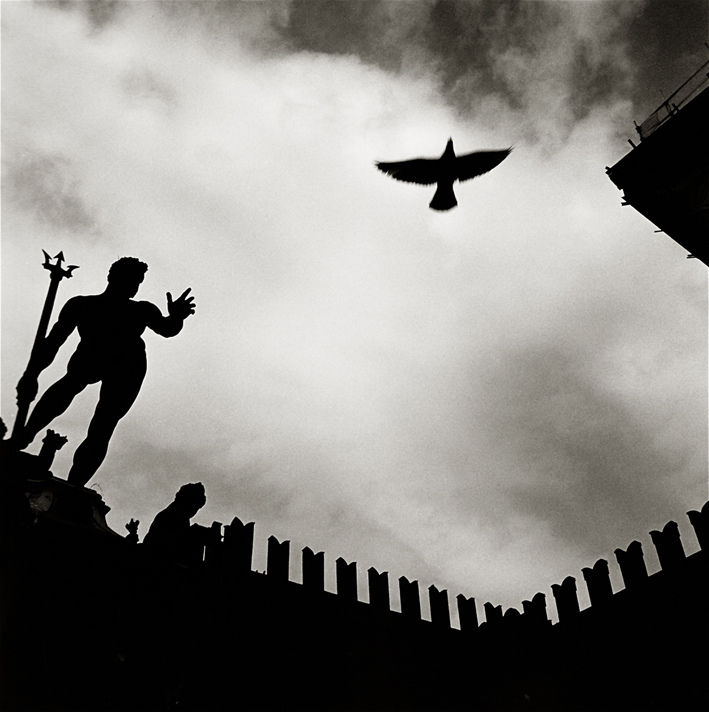
‪Bologna‬
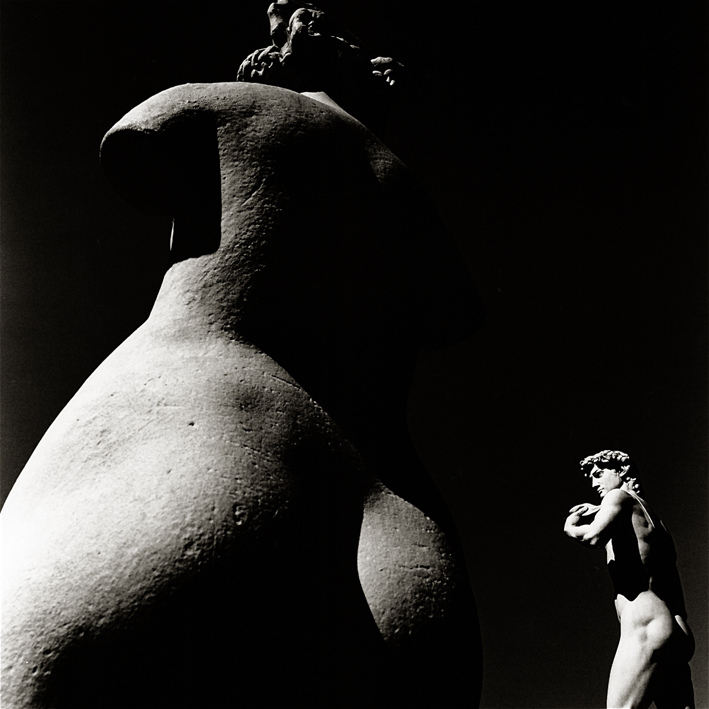
Firenze
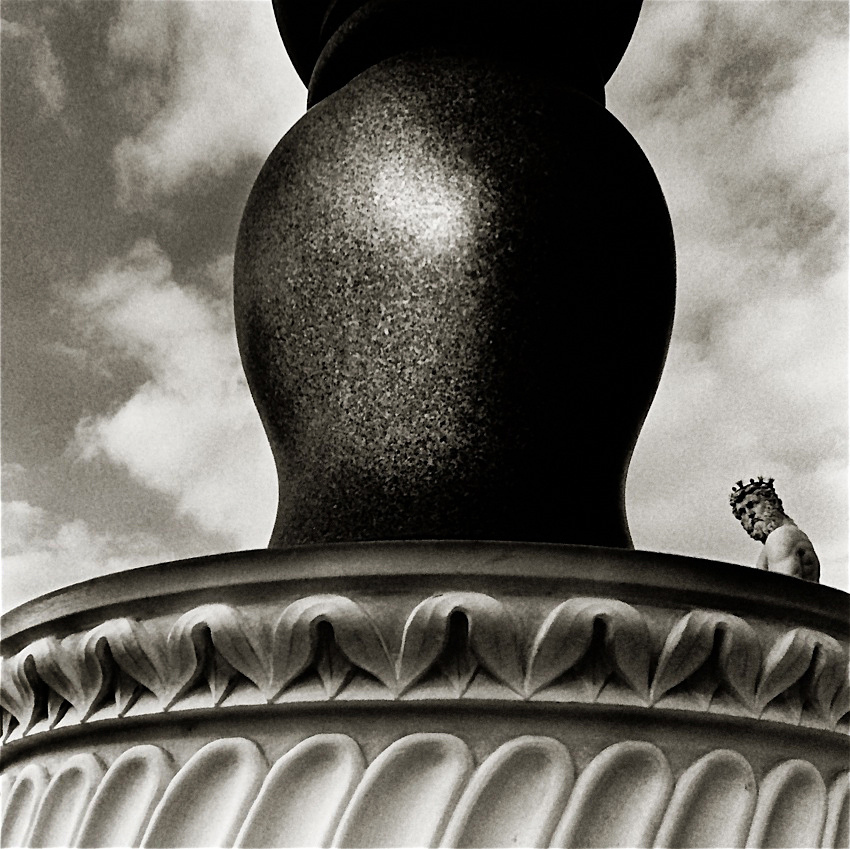
Firenze
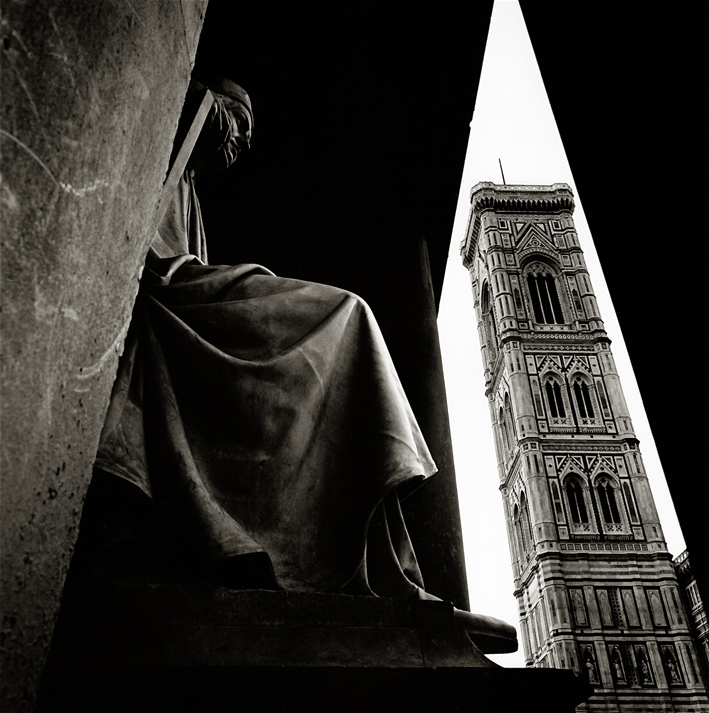
‪Firenze‬